# اریحا (فیلم ۱۹۴۶)
«اریحا» (انگلیسی: Jericho (1946 film)) یک فیلم است که در سال ۱۹۴۶ منتشر شد.